# Bulgarien i Eurovision Song Contest
Bulgarien debuterede Eurovision Song Contest i 2005 og deltog siden hvert år til og med 2013. Landet har kun nået finalen en enkelt gang, i 2007, hvor Elitsa Todorova og Stoyan Yankulov opnåede en femteplads.
Bulgarien trak sig ud af konkurrencen efter 2013 grundet økonomiske forhold og er fraværende for andet år i træk i 2015.
Bulgariens bedste placering indtil videre var i 2017 med en andenplads.

## Repræsentant
Nøgle
     Vinder
     Anden plads
     Tredje plads
     Sidste plads
     Deltager valgt, men konkurrerede ikke
| År                           | Kunstner                          | Sang                             | Sprog             | Oversættelse                      | Finale             | Point              | Semi               | Point              |
| ---------------------------- | --------------------------------- | -------------------------------- | ----------------- | --------------------------------- | ------------------ | ------------------ | ------------------ | ------------------ |
| 2005                         | Kaffe                             | "Lorraine"                       | Engelsk           | —                                 | Ikke kvalificeret  | Ikke kvalificeret  | 19                 | 49                 |
| 2006                         | Mariana Popova                    | "Let Me Cry"                     | Engelsk           | Lad mig græde                     | Ikke kvalificeret  | Ikke kvalificeret  | 17                 | 36                 |
| 2007                         | Elitsa Todorova & Stoyan Yankulov | "Voda" (Вода)                    | Bulgarsk          | Vand                              | 5                  | 157                | 6                  | 146                |
| 2008                         | Deep Zone Project & DJ Balthazar  | "DJ, Take Me Away"               | Engelsk           | DJ, tag mig væk                   | Ikke kvalificeret  | Ikke kvalificeret  | 11                 | 56                 |
| 2009                         | Krassimir Avramov                 | "Illusion"                       | Engelsk           | —                                 | Ikke kvalificeret  | Ikke kvalificeret  | 16                 | 7                  |
| 2010                         | Miro                              | "Angel si ti"                    | Bulgarsk, engelsk | Du er en engel                    | Ikke kvalificeret  | Ikke kvalificeret  | 15                 | 19                 |
| 2011                         | Poli Genova                       | "Na inat" (На Инат)              | Bulgarsk          | Stædig                            | Ikke kvalificeret  | Ikke kvalificeret  | 12                 | 48                 |
| 2012                         | Sofi Marinova                     | "Love Unlimited"                 | Bulgarsk          | Ubegrænset kærlighed              | Ikke kvalificeret  | Ikke kvalificeret  | 11                 | 45                 |
| 2013                         | Elitsa Todorova & Stoyan Yankulov | "Samo shampioni" (Само шампиони) | Bulgarsk          | Kun mestre                        | Ikke kvalificeret  | Ikke kvalificeret  | 12                 | 45                 |
| Deltog ikke i 2014 og 2015   |                                   |                                  |                   |                                   |                    |                    |                    |                    |
| 2016                         | Poli Genova                       | "If Love Was A Crime"            | Engelsk, bulgarsk | Hvis kærlighed var en forbrydelse | 4                  | 307                | 5                  | 220                |
| 2017                         | Kristian Kostov                   | "Beautiful Mess"                 | Engelsk           | Smukt rod                         | 2                  | 615                | 1                  | 403                |
| 2018                         | Equinox                           | "Bones"                          | Engelsk           | Knogler                           | 14                 | 166                | 7                  | 177                |
| Deltog ikke i 2019           |                                   |                                  |                   |                                   |                    |                    |                    |                    |
| 2020                         | Victoria                          | "Tears Getting Sober"            | Engelsk           | Tårer der bliver ædru             | Konkurrence aflyst | Konkurrence aflyst | Konkurrence aflyst | Konkurrence aflyst |
| 2021                         | Victoria                          | "Growing Up Is Getting Old"      | Engelsk           | At vokse op er at blive gammel    | 11                 | 170                | 3                  | 250                |
| 2022                         | Intelligent Music Project         | "Intention"                      | Engelsk           | Hensigt                           | Ikke kvalificeret  | Ikke kvalificeret  | 16                 | 29                 |
| Har ikke deltaget siden 2022 |                                   |                                  |                   |                                   |                    |                    |                    |                    |

## Pointstatistik (2005-2022)

### Flest point til og fra - top 5
NB: Kun point givet i finalerne er talt med.
| Bulgarien har givet flest point til | Bulgarien har givet flest point til | Bulgarien har givet flest point til |
| Placering                           | Land                                | Point                               |
| ----------------------------------- | ----------------------------------- | ----------------------------------- |
| 1                                   | Grækenland                          | 120                                 |
| 2                                   | Armenien                            | 80                                  |
| 3                                   | Ukraine                             | 68                                  |
| 4                                   | Rusland                             | 61                                  |
| 5                                   | Aserbajdsjan                        | 58                                  |

| Bulgarien har modtaget flest point fra | Bulgarien har modtaget flest point fra | Bulgarien har modtaget flest point fra |
| Placering                              | Land                                   | Point                                  |
| -------------------------------------- | -------------------------------------- | -------------------------------------- |
| 1                                      | Storbritannien                         | 64                                     |
| 2                                      | Cypern                                 | 63                                     |
| 3                                      | Nordmakedonien                         | 59                                     |
| 4                                      | Spanien                                | 55                                     |
| 5                                      | Malta                                  | 52                                     |

### 12 point til og fra
NB: Kun 12 point givet i finalerne er talt med.
| Bulgarien har modtaget 12 point fra | Bulgarien har modtaget 12 point fra          | Bulgarien har modtaget 12 point fra                                                      |
| År                                  | Jury                                         | Televoting                                                                               |
| ----------------------------------- | -------------------------------------------- | ---------------------------------------------------------------------------------------- |
| 2007                                | Grækenland                                   | Ingen separat televoting                                                                 |
| 2016                                | Cypern, Spanien                              | Modtog ikke 12 point                                                                     |
| 2017                                | Estland, Hviderusland, Nordmakedonien, Norge | Aserbajdsjan, Hviderusland, Nordmakedonien, San Marino, Storbritannien, Tjekkiet, Ungarn |
| 2018                                | Modtog ikke 12 point                         | Cypern                                                                                   |
| 2021                                | Moldova, Portugal                            | Modtog ikke 12 point                                                                     |

| Bulgarian har givet 12 point til | Bulgarian har givet 12 point til | Bulgarian har givet 12 point til |
| År                               | Jury                             | Televoting                       |
| -------------------------------- | -------------------------------- | -------------------------------- |
| 2005                             | Grækenland                       | Ingen separat televoting         |
| 2006                             | Grækenland                       | Ingen separat televoting         |
| 2007                             | Grækenland                       | Ingen separat televoting         |
| 2008                             | Tyskland                         | Ingen separat televoting         |
| 2009                             | Grækenland                       | Ingen separat televoting         |
| 2010                             | Aserbajdsjan                     | Ingen separat televoting         |
| 2011                             | Storbritannien                   | Ingen separat televoting         |
| 2012                             | Serbien                          | Ingen separat televoting         |
| 2013                             | Aserbajdsjan                     | Ingen separat televoting         |
| 2016                             | Armenien                         | Rusland                          |
| 2017                             | Østrig                           | Frankrig                         |
| 2018                             | Østrig                           | Cypern                           |
| 2021                             | Moldova                          | Italien                          |
| 2022                             | Grækenland                       | Ukraine                          |

### Flest point til og fra - alle lande
NB: Kun point givet i finalerne er talt med.
| Bulgarien har givet point til | Bulgarien har givet point til | Bulgarien har givet point til |
| Placering                     | Land                          | Point                         |
| ----------------------------- | ----------------------------- | ----------------------------- |
| 1                             | Grækenland                    | 120                           |
| 2                             | Armenien                      | 80                            |
| 3                             | Ukraine                       | 68                            |
| 4                             | Rusland                       | 61                            |
| 5                             | Aserbajdsjan                  | 58                            |
| 6                             | Moldova                       | 50                            |
| 7                             | Serbien                       | 49                            |
| 8                             | Tyrkiet                       | 46                            |
| 9                             | Cypern                        | 39                            |
| 10                            | Østrig                        | 37                            |
| 11                            | Frankrig                      | 34                            |
| 12                            | Rumænien                      | 33                            |
| =                             | Storbritannien                | 32                            |
| 14                            | Italien                       | 31                            |
| 15                            | Israel                        | 29                            |
| =                             | Spanien                       | 29                            |
| 17                            | Nordmakedonien                | 25                            |
| 18                            | Ungarn                        | 22                            |
| 19                            | Tyskland                      | 21                            |
| 20                            | Belgien                       | 20                            |
| =                             | Sverige                       | 20                            |
| 22                            | Litauen                       | 18                            |
| 23                            | Finland                       | 17                            |
| =                             | Portugal                      | 17                            |
| 25                            | Holland                       | 14                            |
| 26                            | Australien                    | 13                            |
| =                             | Bosnien-Hercegovina           | 13                            |
| =                             | Polen                         | 13                            |
| 29                            | Malta                         | 12                            |
| 30                            | Albanien                      | 11                            |
| =                             | Tjekkiet                      | 11                            |
| 32                            | Georgien                      | 10                            |
| =                             | Schweiz                       | 10                            |
| 34                            | Danmark                       | 9                             |
| 35                            | Norge                         | 8                             |
| 36                            | Island                        | 5                             |
| 37                            | Hviderusland                  | 4                             |
| =                             | Irland                        | 4                             |
| =                             | Serbien og Montenegro         | 4                             |
| 40                            | Kroatien                      | 3                             |
| 41                            | Estland                       | 2                             |
| 42                            | Andorra                       | 0                             |
| =                             | Jugoslavien                   | 0                             |
| =                             | Letland                       | 0                             |
| =                             | Luxembourg                    | 0                             |
| =                             | Marokko                       | 0                             |
| =                             | Monaco                        | 0                             |
| =                             | Montenegro                    | 0                             |
| =                             | San Marino                    | 0                             |
| =                             | Slovakiet                     | 0                             |
| =                             | Slovenien                     | 0                             |

| Bulgarien har modtaget point fra | Bulgarien har modtaget point fra | Bulgarien har modtaget point fra |
| Placering                        | Land                             | Point                            |
| -------------------------------- | -------------------------------- | -------------------------------- |
| 1                                | Storbritannien                   | 64                               |
| 2                                | Cypern                           | 63                               |
| 3                                | Nordmakedonien                   | 59                               |
| 4                                | Spanien                          | 55                               |
| 5                                | Malta                            | 52                               |
| 6                                | Albanien                         | 51                               |
| 7                                | Moldova                          | 46                               |
| 8                                | Grækenland                       | 44                               |
| 9                                | Finland                          | 42                               |
| =                                | Irland                           | 42                               |
| =                                | Serbien                          | 42                               |
| 12                               | Belgien                          | 39                               |
| =                                | Norge                            | 39                               |
| =                                | Østrig                           | 39                               |
| 15                               | Aserbajdsjan                     | 37                               |
| 16                               | Ungarn                           | 36                               |
| 17                               | Tjekkiet                         | 35                               |
| 18                               | Slovenien                        | 34                               |
| 19                               | Australien                       | 33                               |
| =                                | Estland                          | 33                               |
| =                                | Israel                           | 33                               |
| =                                | Kroatien                         | 33                               |
| =                                | Portugal                         | 33                               |
| 24                               | Hviderusland                     | 30                               |
| =                                | Rumænien                         | 30                               |
| 26                               | Frankrig                         | 29                               |
| 27                               | Danmark                          | 27                               |
| =                                | Schweiz                          | 27                               |
| 29                               | Georgien                         | 26                               |
| 30                               | Letland                          | 24                               |
| =                                | Montenegro                       | 24                               |
| =                                | Sverige                          | 24                               |
| 33                               | Polen                            | 22                               |
| =                                | San Marino                       | 22                               |
| 35                               | Tyskland                         | 21                               |
| 36                               | Holland                          | 19                               |
| 37                               | Armenien                         | 18                               |
| =                                | Island                           | 18                               |
| =                                | Litauen                          | 18                               |
| 40                               | Italien                          | 17                               |
| 41                               | Bosnien-Hercegovina              | 11                               |
| 42                               | Rusland                          | 10                               |
| 43                               | Ukraine                          | 8                                |
| 44                               | Tyrkiet                          | 6                                |
| 45                               | Andorra                          | 0                                |
| =                                | Jugoslavien                      | 0                                |
| =                                | Luxembourg                       | 0                                |
| =                                | Marokko                          | 0                                |
| =                                | Monaco                           | 0                                |
| =                                | Serbien og Montenegro            | 0                                |
| =                                | Slovakiet                        | 0                                |

## Kommentatorer og jurytalsmænd
| År   | Kommentator                       | Jurytalsmand        |
| ---- | --------------------------------- | ------------------- |
| 2005 | Elena Rosberg & Georgi Kushvaliev | Evgenia Atanasova   |
| 2006 | Elena Rosberg & Georgi Kushvaliev | Dragomir Simeonov   |
| 2007 | Elena Rosberg & Georgi Kushvaliev | Mira Dobreva        |
| 2008 | Elena Rosberg & Georgi Kushvaliev | Valentina Voykova   |
| 2009 | Elena Rosberg & Georgi Kushvaliev | Yoanna Dragneva     |
| 2010 | Elena Rosberg & Georgi Kushvaliev | Desislava Dobreva   |
| 2011 | Elena Rosberg & Georgi Kushvaliev | Maria Ilieva        |
| 2012 | Elena Rosberg & Georgi Kushvaliev | Anna Angelova       |
| 2013 | Elena Rosberg & Georgi Kushvaliev | Yoanna Dragneva     |
| 2014 | Ingen udsendelse                  | Deltog ikke         |
| 2015 | Elena Rosberg & Georgi Kushvaliev | Deltog ikke         |
| 2016 | Elena Rosberg & Georgi Kushvaliev | Anna Angelova       |
| 2017 | Elena Rosberg & Georgi Kushvaliev | Boryana Gramatikova |
| 2018 | Elena Rosberg & Georgi Kushvaliev | Yoanna Dragneva     |
| 2019 | Ingen udsendelse                  | Deltog ikke         |
| 2021 | Elena Rosberg & Petko Kralev      | Yoanna Dragneva     |
| 2022 | Elena Rosberg & Petko Kralev      | Janan Dural         |
| 2023 | Ingen udsendelse                  | Deltog ikke         |

## Galleri
- Elitsa Todorova og Stoyan Yankulov i Helsinki (2007)
- Deep Zone & DJ Balthazar i Beograd (2008)